# Hypsiglena torquata
Espèce
Synonymes
- Leptodeira torquata Günther, 1860
- Comastes quincuniatus Jan, 1871
- Hypsiglena ochrorhyncha tortugaensis Tanner, 1944

Statut de conservation UICN

 LC  : Préoccupation mineure
Hypsiglena torquata  est une espèce de serpents de la famille des Dipsadidae.

## Description
Cette espèce nocturne, à pupille verticale atteint 30 à 66 centimètres. Elle est gris pale, brun clair, avec des taches sombres sur le dessus. La tête est petite et triangulaire.
Elle vit dans de nombreux types d'habitats : zones herbeuses, déserts, forêts… mais pas dans les zones sableuses ou rocheuses.

Ils chassent de petits lézards et consomment aussi leurs œufs. Ils hibernent l'hiver. La reproduction a lieu au printemps et les femelles pondent de 2 à 9 œufs d'avril à août. Ils incubent durant près de 2 mois. Les petits sont matures à l'issue de leur première année, et ils peuvent vivre 12 ans (en captivité).

## Répartition

Répartition de Hypsiglena torquata torquata

Répartition de Hypsiglena torquata tortugensis

Cette espèce est endémique du Mexique. Elle se rencontre dans les États du Sinaloa, du Nayarit, de Jalisco, de Colima, du Michoacán, du Guerrero, du Morelos, d'Aguascalientes, du Durango et dans l'ouest de l'État de Puebla.

## Liste des sous-espèces
Selon The Reptile Database (3 septembre 2013) :
- Hypsiglena torquata torquata (Günther, 1860)
- Hypsiglena torquata tortugaensis Tanner, 1944  - Île Tortuga

Cette classification se fonde sur les travaux de Mulcahy, 2007 qui a effectué des analyses génétiques des populations concernées. Les nombreuses sous-espèces de cette espèce sont ainsi soit devenues synonymes soit ont été élevées au rang d'espèce ou comme sous-espèces de ces nouvelles espèces.

## Publications originales
- Günther, 1860 : Description of Leptodeira torquata, a new snake from Central America. Annals and magazine of natural history, sér. 3, vol. 5, p. 169-171 (texte intégral).
- Tanner, 1944 : A taxonomic study of the genus Hypsiglena. Great Basin Naturalist, vol. 5, no 3-4, p. 25-92 (texte intégral).